# Victor Webster
Victor Webster (Calgary, Alberta, Canadá, 7 de febrero de 1973) es un actor canadiense conocido por sus papeles como Brennan Mulwwray en Mutant X y como Coop en Charmed.

## Biografía
Webster nació en Calgary, Alberta, hijo de Roswitha, una estilista, y Jack Webster, un oficial de policía;
Su temprano interés en la actuación se demostró en la participación de numerosas obras de teatro escolares y clases de teatro. Sin embargo, decidió encontrar un trabajo más estable, y trabajó cómo corredor de bolsa. Más tarde se convirtió en el dueño de una empresa de importación y exportación. Siguió interesado en la actuación durante ese tiempo.

## Trayectoria
Apareció en la revista Cosmopolitan, "All About Man" en 1998, como uno de los hombres solteros elegibles de cada estado.
Siguió interesado en la actuación durante ese tiempo, y finalmente optó por ver si podía encontrar un empleo en ese campo. Tuvo éxito en 1999, el aterrizaje de un papel destacado en la serie de NBC Days of our Lives. Hizo una difusión de fotos desnudas para la edición de enero de 2000 de la revista Playgirl.
Después de salir de esa serie, fue catalogado como uno de los protagonistas de difusión nacional en la serie de acción, Mutant X en 2001, que duró tres temporadas. 
En 2002, figuraba como uno de los 50 solteros más elegibles de la revista. Apareció en la película teatral Bringing Down the House e hizo apariciones como invitado en otros programas de televisión mientras hacía Mutant X. Un papel destacado en 2003 fue como novio de Samantha en la serie de HBO Sex and the City, donde apareció desnudo en pantalla. 
A raíz de Mutant X, ha ido repartiendo su tiempo entre la televisión y el teatro. En 2006, estuvo en los episodios finales de Charmed, como Cupido. Su personaje se casa con una de las hermanas, Phoebe Halliwell (interpretada por Alyssa Milano), en el último episodio de la serie. 
Tiene un papel como Caleb Brewer en Melrose Place. Recientemente retomó el papel de Nicholes Alamain en febrero de 2010; un papel que se originó en la primavera de 1999.
Ha trabajo en la quinta temporada de Criminal Minds.

## Filmografía
| Año  | Título                                       | Rol                          | Otras notas                            | Más notas     |
| 2013 | El abrazo del vampiro                        | Profesor Cole/Vampiro Stefan | Directo a DVD                          |               |
| 2012 | Continuum                                    | Carlos Fonnegra              | Serie de televisión                    | 4 temporadas. |
| 2011 | El Rey Escorpión 3: Batalla por la redención | Mathayus                     | Película                               |               |
| 2010 | Castle                                       | Josh Davidson                | Serie de televisión                    | 4 episodios   |
| 2009 | Bones                                        | Brad Benson                  | Serie de televisión                    | 1 episodio    |
| 2009 | Melrose Place                                | Caleb                        | Serie de televisión                    | 8 episodios   |
| 2008 | Killer Hair                                  | Vic Donovan                  | Película                               |               |
| 2009 | Harper's Island                              | Hunter Jennings              | Serie de televisión                    | 3 episodios   |
| 2008 | Heart of a Dragon                            | Rick Hansen                  | En producción                          |               |
| 2007 | Primal Scream                                | Jesse                        | En producción                          |               |
| 2007 | Moonlight                                    | Owen Haggans                 | Serie de televisión                    |               |
| 2007 | Lincoln Heights                              | Dr. Christian Mario          | Serie de televisión                    | 6 episodios   |
| 2007 | Sands of Oblivion                            | Mark Tevis                   |                                        |               |
| 2007 | NCIS                                         | Dane Hogan                   | Serie de televisión                    | 1 episodio    |
| 2007 | CSI: Miami                                   | Roberto Chávez               | Serie de televisión                    | 1 episodio    |
| 2006 | Reba                                         | Adiestrador personal         | Serie de televisión                    |               |
| 2006 | Charmed                                      | Coop                         | Serie de televisión                    | 7 episodios   |
| 2006 | Life Happens                                 | Chuck                        |                                        |               |
| 2006 | Related                                      | Marco                        | Serie de televisión                    | 4 episodios   |
| 2006 | Emily's Reasons Why Not                      | Stan                         | Serie de televisión                    |               |
| 2006 | Man vs. Monday                               | Paul                         |                                        |               |
| 2005 | Noah's Arc                                   | Brett                        | Serie de televisión                    |               |
| 2005 | Inconceivable                                | Sam Marrak                   | Serie de televisión                    |               |
| 2005 | Must Love Dogs                               | Eric                         | Película                               |               |
| 2005 | Las Vegas                                    | Estefan                      | Serie de televisión                    |               |
| 2005 | Dirty Love                                   | Richard                      |                                        |               |
| 2003 | Sex and the City                             | Chip Kil-Kinney              | Serie de televisión                    | 1 episodio    |
| 2003 | Bringing Down the House                      | Glen                         |                                        |               |
| 2002 | Wishmaster 4: The Prophecy Fulfilled         | Hunter                       |                                        |               |
| 2001 | V.I.P.                                       | Dean McGee                   | Serie de televisión                    | 1 episodio    |
| 2001 | Becker                                       | Craig                        | Serie de televisión                    |               |
| 2001 | Baywatch                                     | Lyle Garrett                 | Serie de televisión                    | 1 episodio    |
| 2001 | Mutant X                                     | Brennan Mulwray              | Serie de televisión (2001–2004)        | 66 episodios  |
| 2000 | The Chippendales Murder                      | Marco Carolo                 | TV                                     |               |
| 2000 | Gangland                                     | Joey                         |                                        |               |
| 1999 | Days of our Lives                            | Nicholas Alamain #2          | Serie de televisión (1999–2000, 2010-) | 4 episodios   |
| 1999 | The Lot                                      | Victor Mansfield             | TV                                     |               |
| 1997 | Sunset Beach                                 | Roger                        | TV                                     | 4 episodios   |